# Sphenoptera canescens
Sphenoptera canescens es una especie de escarabajo del género Sphenoptera, familia Buprestidae. Fue descrita científicamente por Motshulsky en 1860.

## Distribución
Habita en la región paleártica.